# نوردلارن
نوردلارن (به هلندی: Noordlaren) یک منطقهٔ مسکونی در هلند است که در هارن، خرونینگن واقع شده‌است.